# Dan Dierdorf
Daniel Lee Dierdorf (Canton, Ohio, 29 de junio de 1949), más conocido como Dan Dierdorf, es un exjugador profesional estadounidense de fútbol americano que se desempeñó en la posición de offensive tackle en la National Football League (NFL). Es miembro del Salón de la Fama del Fútbol Americano Profesional.

## Carrera
Dierdorf jugó como profesional trece temporadas en St. Louis Cardinals (1971-1983), equipo en el que se retiró.

## Reconocimiento
El 27 de julio de 1996, ingresó como miembro al Salón de la Fama del Fútbol Americano Profesional.